# Toyota Granvia
Dieser Artikel wurde auf der  Qualitätssicherungsseite des Portals Auto und Motorrad eingetragen. 
Bitte hilf mit, ihn zu verbessern, und beteilige dich an der Diskussion. (+)
Der Toyota Granvia (je nach Markt auch als GranAce, HiAce Super Grandia, HiAce VIP oder Majesty angeboten) ist ein großer Van, der vom japanischen Autohersteller Toyota hergestellt wurde. Es handelt sich um eine Premiumvariante des jeweiligen Toyota HiAce. Es gab ihn als Sieben- oder Achtsitzer. Der Verkauf des Granvia begann 1995 in Japan, in Australien als Hiace SBV.

## Generation XH10
Als Antrieb kam ein 2,7-l-Benzinmotor oder ein 3,0-l-Dieselmotor mit 5-Gang-Schaltgetriebe oder 4-Stufen-Automatikgetriebe zum Einsatz. Vom Granvia wurde auch ein Kastenwagen und Kleinbus entwickelt, der neben anderen Märkten ab 1996 in Europa als Toyota Hiace angeboten wurde. Ab 1997 gab es den Granvia auch mit Allradantrieb, welcher nun mit anderer Ausstattung als Toyota Regius angeboten wurde. Gleichzeitig kam ein 3,4-l-V6-Benzinmotor ins Angebot.
Im August 1999 startete der Nissan Elgrand und entwickelte sich zu einem Verkaufshit. Hierdurch kam Toyota in Bedrängnis, und die Innenausstattung des Granvia/Regius wurde komplett überarbeitet und hochwertiger gestaltet. Die Front und das Design der Rückleuchten und Alufelgen wurde geändert. Zudem waren nun beidseitig Schiebetüren serienmäßig. Der 3,4-l-Benzinmotor erhielt eine überarbeitete elektronische Steuerung und der 3,0-l-Turbodiesel einen Ladeluftkühler für jeweils mehr Leistung und niedrigeren Verbrauch. Gleichzeitig wurde fieberhaft an einem Nachfolger gearbeitet, der im Mai 2002 als Toyota Alphard erschien, wodurch die Produktion des Granvia/Regius nun eingestellt wurde.
In Großbritannien ist der Import des Granvia als Gebrauchtwagen sehr beliebt. Auch in Neuseeland sind aus Japan importierte Gebrauchtwagen gesucht und besonders beliebt ist die Version mit 3,0-l-Turbodieselmotor, da dieser ein hohes Drehmoment bei moderater Leistung besitzt, was für gebirgige Gegenden besonders geeignet erscheint, zumal in Neuseeland eine allgemeine Geschwindigkeitsbegrenzung auf 100 km/h besteht. Viele dieser Fahrzeuge werden für den gewerbsmäßigen Personentransport eingesetzt.